# Черникова, Алевтина Анатольевна
Алевти́на Анато́льевна Черникова (род. 22 мая 1966 года) — российский экономист, доктор экономических наук, ректор НИТУ «МИСиС» с 2013 года. Заслуженный работник высшей школы Российской Федерации (2020), член Совета по науке и образованию при президенте РФ.

## Биография
Родилась 22 мая 1966 года в селе Шаталовка Старооскольского района Белгородской области.
В 1988 году окончила экономический факультет Воронежского государственного университета по специальности «планирование промышленности». Начала свою трудовую деятельность в Научно-исследовательском институте по проблемам Курской магнитной аномалии (НИИКМА) им. Шевякова.
1997 — присвоена квалификация профессионального бухгалтера — главного бухгалтера, бухгалтера-эксперта, консультанта Института профессиональных бухгалтеров России при Министерстве финансов Российской Федерации.
С 1993 по 2003 годы работала в должности главного бухгалтера, финансового директора в ООО «Системсервис», в сферу деятельности которого входили разработка и внедрение автоматизированных систем управления технологическими процессами.
1997—2012 — старший преподаватель, доцент, профессор кафедры «Экономика и менеджмент» СТИ МИСиС.
В 2002 году защитила диссертацию на соискание учёной степени кандидата экономических наук «Обеспечение устойчивого развития предприятий молочной промышленности (на примере Воронежской и Белгородской областей)».
2004—2007 — заместитель директора СТИ МИСиС по финансово-экономической деятельности.
2005 — присвоено учёное звание доцента по кафедре экономики и менеджмента Министерством образования Российской Федерации.
В 2008—2012 годах — директор Старооскольского технологического института (филиала) ГТУ «МИСиС».
В 2008 году защитила диссертацию на соискание учёной степени доктора экономических наук «Методология стратегического развития региональных территориально-промышленных комплексов и механизмы активизации инвестиционного обеспечения».
2010 — присвоено учёное звание профессора.
2012 — первый проректор Национального исследовательского технологического университета «МИСиС» (с 17 мая); и. о. ректора вуза (с 22 мая).
С 21 мая 2013 года — ректор НИТУ «МИСиС».
2015 — депутат Белгородской областной думы от партии «Единая Россия». Вакантный мандат депутат был передан Черниковой после перехода депутата Ивана Кулабухова в Совет Федерации РФ как следующему кандидату, зарегистрированному от партийного списка «Единой России».
Автор более 120 публикаций, в том числе более 90 научных работ и 30 учебно-методических пособий.
В ноябре 2013 года сообщество «Диссернет» сообщило, что в тексте диссертации Черниковой имеется значительный (более 52 %) процент некорректных заимствований.
Газета «Версия» в 2016 году отметила, что хвалебные отклики о деятельности Алевтины Черниковой могут быть результатами пиара.
13 апреля 2023 года включена в состав Совета по науке и образованию при президенте Российской Федерации.

## Санкции
6 марта 2022 года после вторжения России на Украину подписала письмо в поддержу российской агрессии. С 9 июня 2022 года находится под персональными санкциями Украины за поддержку войны. Также была внесена ФБК в список коррупционеров и разжигателей войны за поддержку нападения на Украину, 16 марта 2022 года форумом свободной России внесена в «Список Путина» и доклад «поджигателей войны» с предложением введения против неё международных санкций.

## Награды
- 2006 — Диплом ИПБ России за лучшее учебное издание по специальности.
- 2009 — Диплом «Золотой фонд отечественной науки» Российской Академии Естествознания за лучшее учебно-методическое издание в отрасли (монография).
- 2009 — Почётный знак «Директор года» конкурса «100 лучших вузов России»[12].
- 2009 — Отраслевая медаль «За большой вклад в реализацию молодёжной политики в Белгородской области».
- 2009 — Благодарность Губернатора Белгородской области.
- 2009 — Золотой памятный знак МИСиС.
- 2010 — Благодарность Федерального агентства по образованию.
- 2010 — Почётная грамота Белгородской областной думы.
- 2010 — Благодарность Управления физической культуры, спорта и туризма Белгородской области.
- 2011 — Почетная грамота Управления по делам молодёжи Белгородской области.
- 2013 — Благодарственное письмо Министерства образования Республики Таджикистан.
- 2014 — Победитель конкурса «Профессионал высшей школы — 2014».[13]
- 2014 — Медаль «За заслуги перед Землёй белгородской».
- 2014 — Звание «Почётный работник высшего профессионального образования Российской Федерации».
- 2014 — Почётная медаль Екатерины Дашковой (РАЕН).
- 2015 — Премия Правительства Российской Федерации в области образования[14].
- 2017 — Почётная награда за вклад в развитие международного сотрудничества — медаль Министерства иностранных дел Республики Казахстан имени Назира Тюрякулова[15].
- 2018 — Орден «Трудовая слава» III степени Республики Казахстан — за большой вклад в российско-казахстанское сотрудничество.
- 2018 — Почётный знак «Горняцкая слава» I степени[16].
- 2018 — Почётный знак Федеральной службы по интеллектуальной собственности (Приказ 147/л от 19.06.2018 рук-ля Федеральной службы по интеллектуальной собственности Г. П. Ивлиева)
- 2018 — Благодарственное письмо Президента РФ Путина В. В. от 31.05.2018.
- 2019 — Благодарность Президента РФ В.В. Путина за заслуги в научной и педагогической деятельности, подготовке высококвалифицированных специалистов[17].
- 2019 — Благодарность Мэра Москвы С.С. Собянина за большой личный вклад в социально-экономическое развитие Москвы.
- 2020 — Заслуженный работник высшей школы Российской Федерации от 21.08.2020[18].
- 2021 — Благодарность Министра науки и высшего образования РФ за значимый вклад в проведение Года науки и технологий в Российской Федерации[19].
- 2022 — Почетная грамота Президента РФ В.В. Путина за вклад в подготовку и проведение Года науки и технологий в Российской Федерации[20].
- 2022 — Орден «Дустлик» (29 августа 2022 года, Узбекистан) — за большой вклад во всестороннее развитие многоплановых и взаимовыгодных отношений между нашими государствами, дальнейшее углубление партнёрских связей, расширение сотрудничества в политико-дипломатической, торгово-экономической, инвестиционной, образовательной, научно-технической и культурно-гуманитарной сферах, активную поддержку последовательно осуществляемых в нашей стране кардинальных реформ и демократических преобразований, глобальных и региональных инициатив Узбекистана, а также эффективные усилия по дальнейшему укреплению уз дружбы и взаимопонимания между нашими народами[21].